# Pyhra
Pyhra là một thị xã with 3286 inhabitants thuộc huyện Sankt Pölten-Land trong bang Niederösterreich, Áo.